# Міжгір'я (Полтавський район)
Міжгі́р'я — село в Україні, у Диканській селищній  громаді Полтавського району Полтавської області. Населення становить 7 осіб (2001).

## Географія
Село Міжгір'я знаходиться на березі річки Середня Говтва, вище за течією на відстані 1 км розташоване село Дячкове, нижче за течією на відстані 2 км розташоване село Климківка.

## Історія
12 червня 2020 року, відповідно до розпорядження Кабінету Міністрів України № 721-р «Про визначення адміністративних центрів та затвердження територій територіальних громад Полтавської області», село увійшло до складу Диканської селищної громади.
19 липня 2020 року, в результаті адміністративно - територіальної реформи та ліквідації Диканського району, село увійшло до складу новоутвореного Полтавського району.